# Prajnaparamita

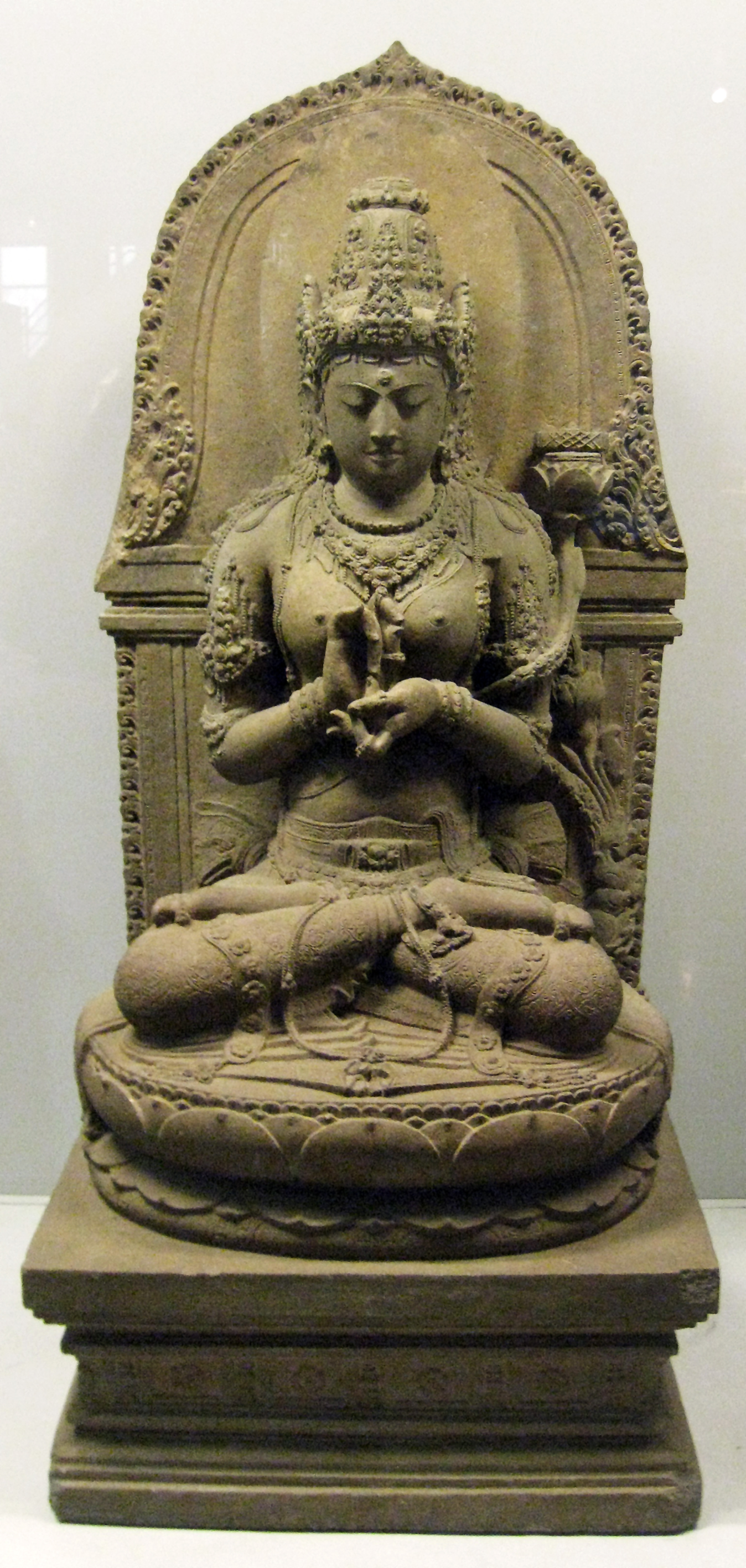
Prajnaparamita-Bodhisattva (Java, Indonesien)

Prajnaparamita (Sanskrit, f., प्रज्ञापारमिता, Prajñāpāramitā; aus prajna: „Weisheit“ und paramita: wörtl. „anderes Ufer“ im Sinn von „Transzendenz/Vollkommenheit“, also: „transzendente/vollkommene Weisheit“) bezeichnet im Mahayana-Buddhismus die Höchste der sechs Paramitas (transzendenten Tugenden), die den Pfad eines Bodhisattvas zum Nirwana charakterisieren.

## Textausgaben

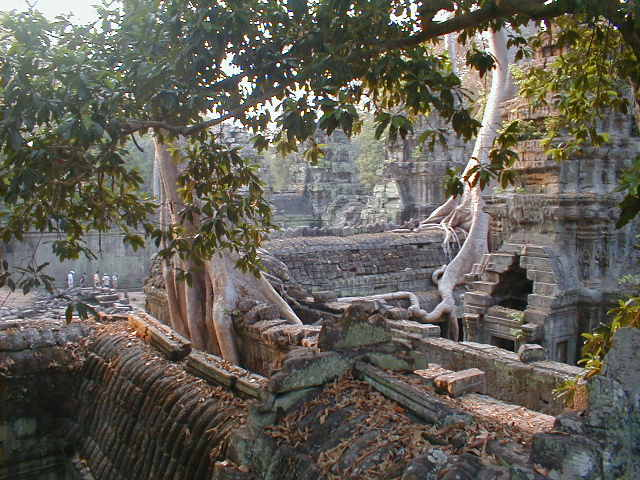
Ta Prohm, ein der Prajnaparamita geweihter Kloster-Tempel (Angkor, 12.–13. Jh.)

Über die Entstehungsgeschichte als Sammlung von Kommentaren und Erläuterungen der Suttapitaka ist wenig bekannt. Ihre besondere Bedeutung ergibt sich aus den zahlreichen Übersetzungen in ostasiatische Sprachen und weitere Kommentierungen im Verlauf der letzten 2000 Jahre.
Das Mahaprajnaparamita-Hridaya-Sutra (Herz-Sutra) und das Vajraccheddika-Prajnaparamita-Sutra (Diamant-Sutra) sind die bekanntesten und am häufigsten übersetzten Texte aus dem Prajnaparamita-Sutra. Xuanzang (W.G. Hsüan-tsang) übersetzte die Texte in den Jahren 660 bis 663 in 600 Faszikeln ins Chinesische (im Umfang etwa 80 mal das Neue Testament, 25 mal die ganze Bibel). Erläuterungen sind im Mahāprajñāpāramita Sūtra (大般若經; jp.: Daihannya(haramitta)-kyō; Pinyin: bōrě-bōluómìduō) überliefert. Die japanische Übertragung wurde um 712 in der Ära (Nengō) Wadō erstellt. Sie enthält die 16 (Predigten der) Versammlungen an den vier Orten (jap.: shisho jūroku-e), wobei die im Buddhismus symbolisch bedeutsamen Zahlen 16 und 4 nicht zufällig gewählt scheinen.
Ihre Rezeption im Westen wurde insbesondere durch Übersetzungen von Edward Conze ermöglicht.

## Bodhisattva

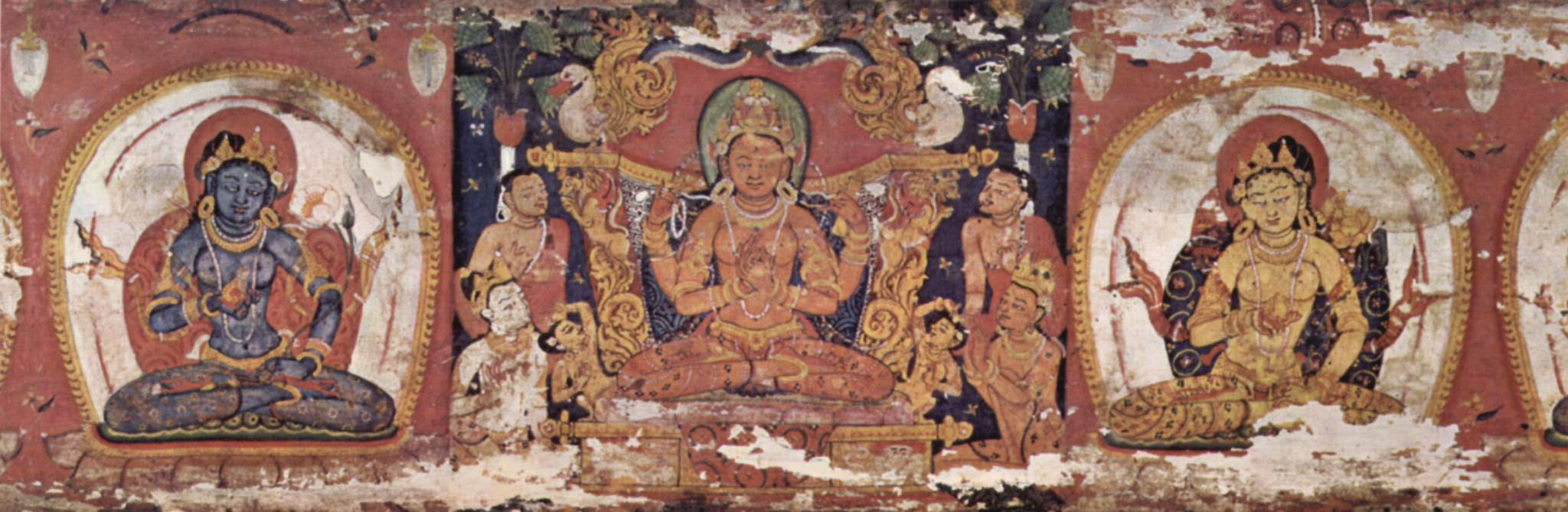
Prajnaparamita (indische Buchmalerei, ca. 1080)

Prajñā bedeutet nicht nur höchste Weisheit, also das Wissen um die „Leere“ (śūnyatā) bzw. die Substanzlosigkeit aller Phänomene, sondern gilt als ontologisches Prinzip, synonym mit Bodhichitta und Dharmakāya. Buddhas haben dieses Wissen nicht nur im konventionellen Sinne, sondern sind dieses Wissen, manifestiert in menschlicher Form.
Prajnaparamita wird in Form einer weiblichen Bodhisattva verkörpert. Sie gilt als die Inkarnation der Worte des Buddha und Sinnbild der Vollendung höchster Weisheit und Erkenntnis. Im Herz-Sutra wird sie als „Mutter aller Buddhas aller Zeiten“ bezeichnet.
Prajnaparamita ist in den meisten Regionen, in denen der Mahayana-Buddhismus Verbreitung fand, bekannt. Neben dem Sanskrit-Namen Prajnaparamita trägt sie dort unter anderem folgende Namen: Haramitsu, Hannya Bosatsu, Dai Hannya (Japanisch), Shes-rab-pha-rol-phyin oder Yumchenmo (Tibetisch), Bilig-un Chinadu Kichaghar-a Kürük-sen (Mongolisch).
Besondere Bedeutung erlangte Prajnaparamita bereits in den frühen buddhistischen Ländern Südostasiens – dem Reich von Angkor (heute Kambodscha) und der javanischen Sailendra-Dynastie. Bevor der Theravada-Buddhismus, der als einzigen Bodhisattva Maitreya anerkennt, am Festland zur vorherrschenden buddhistischen Schule wurde und der Islam den Buddhismus auf den indonesischen Inseln verdrängte, war sie dort neben Avalokiteshvara (auch „Lokeshvara“) die bedeutendste Bodhisattva und wurde manchmal auch als eine seiner Erscheinungsformen angesehen. Als weibliche Gottheit wurde sie, neben Mañjuśrī und Tara schon im indischen Singarasi-Tempel verehrt.

### Bildnisse
In den Bildnissen der Prajnaparamita drücken sich zwei Bedeutungen ihrer Erscheinung aus:
Die Mehrzahl der Darstellungen der Prajnaparamita zeigen sie in menschlicher Gestalt, mit nacktem Oberkörper, bekleidet mit einem Sarong und geschmückt mit einem verzierten Gürtel sowie einer dreistufigen Krone die oft mit einem Abbild des Buddha Amitabha versehen ist. Meist trägt sie in der rechten Hand die Texte der Prajnaparamita-Sutras und in der linken eine Lotosknospe. In Tibet ist sie in die vollständige Kleidung eines Bodhisattva gehüllt und hält in beiden Händen je einen Lotos, rechts einen weißen oder blauen, links einen blauen (manchmal stattdessen auch die Sutras). Ihre Hautfarbe in den tibetischen Abbildungen ist weiß oder gelb und statt des Buddha Amitabha trägt sie manchmal ein Bildnis des Akshobhya in ihrem Haarknoten. Die Hände hält sie üblicherweise in der Geste der Dharmachakra-Mudra und unterstreicht damit ihre Rolle als Verkörperung der Lehre Buddhas, des Dharma (Dharmachakra ist das „Rad/Chakra der Lehre/Dharma“). Neben dieser Hauptform gibt es in Tibet Bildnisse, die sie mit vier Armen zeigen. In diesen Fällen hält sie den Lotos und die Sutras in zwei Händen und führt mit den beiden anderen die Dharmachakra-Mudra aus.
Die zweite, vor allem in Tibet verbreitete, Form der Prajnaparamita drückt ihre tantrische Bedeutung aus. Hier wird sie mit elf Köpfen und 22 Armen dargestellt.
Japanische und chinesische Abbildungen, meist als Thangkas (Rollbilder) oder Teil eines Mandalas umgesetzt, nur selten als Skulpturen, zeigen Prajnaparamita meist mit zwei oder sechs Armen. Dabei hält sie die Sutras in der linken (Haupt-)Hand und führt mit der rechten die Abhaya-Mudra (Geste des Schutzes, Wohlwollens und Friedens) aus.